# Open di Francia 1996
L'Open di Francia 1996, la 95ª edizione degli Open di Francia di tennis, si è svolto sui campi in terra rossa dello Stade Roland Garros di Parigi, Francia, 
dal 27 maggio al 9 giugno 1996.
Il singolare maschile è stato vinto dal russo Evgenij Kafel'nikov, che si è imposto sul tedesco Michael Stich in tre set col punteggio di 7–6(4), 7–5, 7–6(4).
Il singolare femminile è stato vinto dalla tedesca Steffi Graf, che ha battuto in finale in tre set la spagnola Arantxa Sánchez Vicario.
Nel doppio maschile si sono imposti Evgenij Kafel'nikov e Daniel Vacek.
Nel doppio femminile hanno trionfato Lindsay Davenport e Mary Joe Fernández. 
Nel doppio misto la vittoria è andata alla coppia formata da Patricia Tarabini e Javier Frana.

## Seniors

### Singolare maschile
Evgenij Kafel'nikov ha battuto in finale  Michael Stich con il punteggio di 7–6(4), 7–5, 7–6(4).

### Singolare femminile
Steffi Graf ha battuto in finale  Arantxa Sánchez Vicario con il punteggio di 6–3, 6(4)–7, 10–8.

### Doppio maschile
Evgenij Kafel'nikov  /  Daniel Vacek hanno battuto in finale  Guy Forget /  Jakob Hlasek con il punteggio di 6–2, 6–3.

### Doppio Femminile
Lindsay Davenport /  Mary Joe Fernández hanno battuto in finale  Gigi Fernández /  Nataša Zvereva con il punteggio di 6–2, 6–1.

### Doppio Misto
Patricia Tarabini /  Javier Frana hanno battuto in finale  Nicole Arendt /  Luke Jensen con il punteggio di 6–2, 6–2.

## Junior

### Singolare ragazzi
Alberto Martín  ha battuto in finale  Björn Rehnqvist con il punteggio di 6–3, 7–6.

### Singolare ragazze
Amélie Mauresmo ha battuto in finale  Meghann Shaughnessy con il punteggio di 6–0, 6–4.

### Doppio ragazzi
Sébastien Grosjean /  Olivier Mutis  hanno battuto in finale  Jan-Ralph Brandt /  Daniel Elsner con il punteggio di 6–2, 6–3.

### Doppio ragazze
Alice Canepa /  Giulia Casoni hanno battuto in finale  Anna Kurnikova  /  Ludmila Varmužová con il punteggio di 6–2, 5–7, 7–5.